# Braunia divaricatula
Braunia divaricatula är en bladmossart som beskrevs av Theodor Carl Karl Julius Herzog 1916. Braunia divaricatula ingår i släktet Braunia och familjen Hedwigiaceae. Inga underarter finns listade i Catalogue of Life.